# Clubiona caerulescens
Clubiona caerulescens – gatunek pająka z rodziny aksamitnikowatych. Zamieszkuje Eurazję, od Półwyspu Iberyjskiego po Wyspy Japońskie.

## Taksonomia
Gatunek ten opisany został po raz pierwszy w 1867 roku przez Ludwiga C.C. Kocha.

## Opis
Samce osiągają od 6 do 8 mm, a samice od 6 do 10 mm długości ciała. Karapaks zmierzony u 20 samców miał od 2,76 do 3,6 mm długości i od 1,99 do 2,62 mm szerokości, zaś u 20 samic od 3 do 3,83 mm długości i od 2,17 do 2,71 mm szerokości. Ubarwienie karapaksu jest żółtawobrązowe lub czerwonobrązowe. Szczękoczułki są rudobrązowe lub ciemnobrązowe. Sternum ma kolor jasnożółtawobrązowy z ciemniejszymi brzegami. Odnóża są żółte lub jasnożółtawobrązowe. Opistosoma (odwłok) ma wierzch rudobrązowy z jasnymi kropkami, zaś spód żółtawobrązowy z czterema rzędami jasnych kropek. Powierzchnię opistosomy porastają błyszczące włoski.
Nogogłaszczki samca mają golenie znacznie większe od bulbusów. Ich dużą, sięgającą grzbietowo na ponad połowę długości cymbium apofizę retrolateralną cechuje skomplikowany kształt: szeroka część środkowa zaopatrzona jest w trzy wyrostki dystalne, przysadzista część grzbietowa ma kształt kła, mniejsza część mezalna ma formę haczykowatą, a część brzuszna jest płytkowata, nieco łukowata i zaopatrzona w kilka ząbków. Łącznie apofiza ta ma 4 wyrostki. Wierzchołkowa część bulbusa zdominowana jest przez embolus o bardzo cienkiej, nitkowatej części odsiebnej. Ponadto aparat kopulacyjny samca odznacza się błoniastym i nieco wystającym konduktorem.
Dłuższa niż szeroka płytka płciowa samicy jest w ⅓ sięga poza bruzdę epigastryczną i ma szeroki otwory kopulacyjne położone po bokach jej tylnego końca. Przewody kopulacyjne są poskręcane. Spośród dwóch par zbiorników nasiennych pierwotne są mniejsze niż wtórne.

## Występowanie i biologia
Pająk znany z Hiszpanii, Irlandii, Wielkiej Brytanii, Francji, Belgii, Holandii, Niemiec, Szwajcarii, Austrii, Włoch, Słowenii, Chorwacji, Danii, Szwecji, Norwegii, Finlandii, Estonii, Łotwy, Litwy, Polski, Czech, Słowacji, Węgier, Białorusi, Ukrainy, Mołdawii, Rumunii, Bułgarii, Serbii, Czarnogóry, Albanii, Grecji, Rosji, Kazachstanu, Chin i Japonii.
Zamieszkuje lasy liściaste, gdzie bytuje na roślinach zielnych i drzewiastych. Dojrzałe samice spotyka się cały rok, a samce od maja do października.